# Martin Schulz
Martin Schulz (20 de dezembro de 1955 em Eschweiler, Renânia) é um político alemão, foi Presidente do Parlamento Europeu de 2012 até 2017. Filiado ao Partido Social-Democrata da Alemanha-SPD (filiado à Internacional Socialista). Schulz foi deputado do Parlamento Europeu de 1994 a 2017, foi desde 2004 o coordenador da bancada socialista e foi eleito Presidente do Parlamento Europeu em 17 de janeiro de 2012. Depois de desistir destas funções em 2016, foi eleito Presidente do SPD, em Março de 2017.

## Educação, profissão, família
Martin Schulz frequentou tanto a escola primária (1963-1966) como a escola secundária (1966-1975) em Würselen e fez em 1975 e 1976 uma formação profissional de livreiro. Nos anos seguintes trabalhou em diferentes editoras e livrarias, até fundar em 1982, em Würselen, a sua própria livraria, que dirigiu até 1984.
Schulz é casado e pai de dois filhos. Para além do alemão, fala inglês, francês, neerlandês e italiano.

## Carreira política

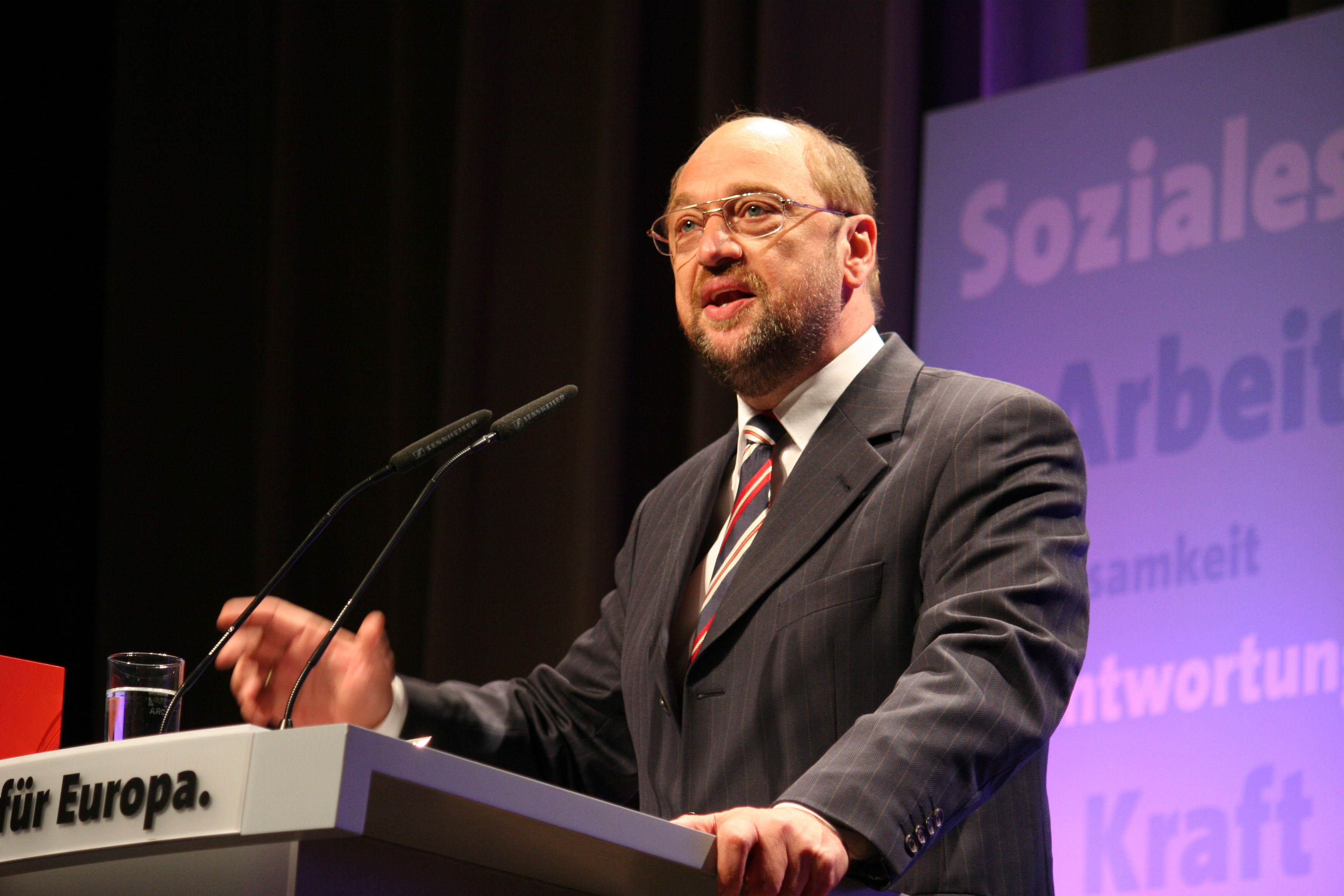
Martin Schulz 2009

No ano de 1974 Schulz ingressou no SPD aos 19 anos de idade, começando por militar na organização para jovens deste partido. Em 1984 foi eleito para o Conselho municipal de Würseln, ao qual pertenceu até 1998, sendo Presidente da Câmara Municipal a partir de 1987  - aos 31 anos o mais jovem presidente da câmara do estado de Renânia do Norte-Vestfália.
Eleito para o Parlamento Europeu em 1994, Schulz foi de 2000 a 2004 porta-voz dos social democratas alemães neste parlamento, passando em 2004 a substituir o espanhol Enrique Barón na chefia da bancada socialista europeia. Desde 2009 é a nível nacional encarregado do SPD para os assuntos europeus, subindo para a presidência do Parlamento Europeu em 17 de Janeiro de 2012. A sua intenção declarada é a de lutar para reforçar a posição do Parlamento Europeu face às outras instituições da União Europeia e face a maneira como os processos decisórios europeus têm vindo a decorrer.
Em 14 de maio de 2015 Martin Schulz recebeu a condecoração Karlspreis da cidade de Aachen, fronteiriça com a Bélgica e os Países Baixos. A condecoração (ou prémio) remete pelo seu nome para Carlos Magno, coroado na catedral de Aachen, e é concedida anualmente a pessoas que se empenharam pela causa da Europa. As alocuções foram proferidas por Joachim Gauck, presidente da Alemanha, pelo presidente francês François Hollande e por Abdallah II, rei da Jordânia  - na presença de numerosos chefes de Estado e de governo bem como os presidentes da Comissão Europeia e do Conselho Europeu, respectivamente Jean-Claude Juncker e Donald Tusk, bem como de representantes das mais importantes igrejas e comunidades religiosas, dos sindicatos e de outras organizações. Muito para além de constituir um louvor e reconhecimento unânimes para Martin Schulz, esta cerimónia serviu para um enfático apoio dos presentes à Europa, a sua unidade e os seus valores, mas também um apelo para que a União Europeia transforme a sua prática institucional no sentido de uma maior transparência e proximidade ao cidadão europeu.</ref> transmissão, no dia, pela televisão alemã ARD </ref>
Em 17 de janeiro de 2017, foi agraciado com a Grã-Cruz da Ordem da Liberdade, de Portugal, tendo a distinção sido entregue numa cerimónia realizada a 5 de abril de 2018, em Lisboa.